# Herma Szabó
Herma Szabó (* 22. Februar 1902 in Wien; † 7. Mai 1986 in Admont) war eine österreichische Eiskunstläuferin. Sie wurde im Einzellauf Olympiasiegerin und fünfmalige Weltmeisterin und im Paarlauf zweimal Weltmeisterin mit Partner Ludwig Wrede. Nach dem Ende ihrer Eiskunstlauf-Karriere nahm sie an Wettkämpfen im alpinen Skisport teil.
Herma Szabó wurde 1902 in Wien in eine Familie mit großer Eiskunstlauftradition geboren. Ihre Mutter war Christine Szabo-Engelmann, Pionierin im Paarlauf und Schwester von Eduard Engelmann junior, dem Europameister von 1892 bis 1894 und Erbauer der ersten Kunsteisbahn der Welt. Hermas ältere Schwester Christa Deuticke-Szabo gewann bei den Weltmeisterschaften 1913 und 1914 mit Leo Horwitz Bronze im Paarlauf So wuchs Herma Szabó schon früh mit dem Eiskunstlaufsport auf und trainierte auf dem Eisring ihres Onkels zusammen mit ihren Cousinen Helene Engelmann, der späteren Olympiasiegerin und Weltmeisterin im Paarlauf und Christine Engelmann, der späteren Ehefrau des mehrfachen Olympiasiegers und Weltmeisters Karl Schäfer.
Szabó startete sowohl im Einzellauf als auch bei den Sportpaaren mit Ludwig Wrede, dem späteren Präsidenten des Österreichischen Eislaufverbandes. Sie war die dominierende Eiskunstläuferin der Zwanziger Jahre und die erfolgreichste österreichische Eiskunstläuferin der Geschichte.
Im Einzellauf wurde sie von 1922 bis 1927 sechsmal in Folge österreichische Meisterin. Im gleichen Zeitraum nahm sie an Weltmeisterschaften teil. 1922 bis 1926 wurde sie fünfmal in Folge Weltmeisterin. Bei den Olympischen Spielen 1924 in Chamonix gewann sie die Goldmedaille.
Im Paarlauf trat sie mit Ludwig Wrede an. Sie wurden 1925 und 1926 österreichische Meister und 1925 und 1927 Weltmeister. 1926 gewannen sie Bronze.
Herma Szabó beendete ihre Karriere nach der Weltmeisterschaft 1927 in Oslo, bei der sie hinter Sonja Henie nur Zweite geworden war, nachdem sie nach den Pflichtfiguren noch deutlich geführt hatte. Das Resultat war umstritten, da drei Punktrichter aus Norwegen kamen, einer aus Deutschland und einer aus Österreich. Die drei Norweger setzten Henie auf den ersten Platz, die beiden anderen Punktrichter Szabó, genauso verfuhren sie mit Henies Landsfrau Karen Simensen, die so vor Ellen Brockhöft Bronze gewann. Dies desillusionierte Szabó und so lief sie nie wieder. Henie bot ihr später eine Neuauflage des Duells an, doch sie lehnte ab. Ihr abruptes Karriereende bedeutete für Ludwig Wrede, dass er sich noch vor den Olympischen Spielen 1928 kurzfristig eine neue Partnerin suchen musste.
In den Ergebnislisten ist sie unter den folgenden Namen geführt: Herma Szabo, Herma Plank-Szabo, Herma Planck-Szabo, Herma Jarosz-Szabo und Herma Jaross-Szabo (Eheschließung mit dem ungarischen Eiskunstläufer Pal Jarosz). Herma Szabo war die erste Frau, die nicht mit langem Rock bzw. Kleid antrat. Sie erfand das noch heute übliche kurze Eiskunstlaufkleid der Damen. 1982 wurde sie schließlich in die Eiskunstlauf Hall of Fame aufgenommen.
Nach dem Ende ihrer Eiskunstlauf-Karriere begann Szabó 1928 mit dem alpinen Skisport. Sie startete für den Ski Club Arlberg und erzielte neben Top-10-Platzierungen bei den österreichischen Meisterschaften 1932 und 1934 unter anderem einen Sieg im Schneebergrennen 1932. Im selben Jahr erreichte sie bei den international stark besetzten 5. Arlberg-Kandahar-Rennen in St. Anton am Arlberg Rang neun in der Abfahrt, Rang sieben im Slalom und damit Platz acht in der Kombination.

## Ergebnisse

### Einzellauf
| Wettbewerb / Jahr               | 1918 | 1922 | 1923 | 1924 | 1925 | 1926 | 1927 |
| ------------------------------- | ---- | ---- | ---- | ---- | ---- | ---- | ---- |
| Olympische Winterspiele         |      |      |      | 1.   |      |      |      |
| Weltmeisterschaften             |      | 1.   | 1.   | 1.   | 1.   | 1.   | 2.   |
| Österreichische Meisterschaften | 2.   | 1.   | 1.   | 1.   | 1.   | 1.   | 1.   |

### Paarlauf
(mit Ludwig Wrede)
| Wettbewerb / Jahr               | 1925 | 1926 | 1927 |
| ------------------------------- | ---- | ---- | ---- |
| Weltmeisterschaften             | 1.   | 3.   | 1.   |
| Österreichische Meisterschaften | 1.   | 1.   |      |